# Sliven (huyện)
Sliven là một đô thị thuộc tỉnh Sliven, Bungaria. Dân số thời điểm năm 2001 là 136148 người.